# حلقه‌زنی (فلزکاری)

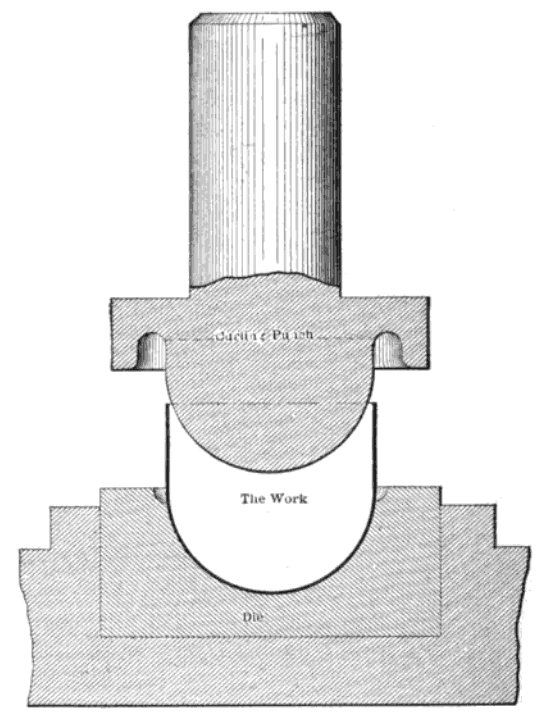
A schematic of the curling process

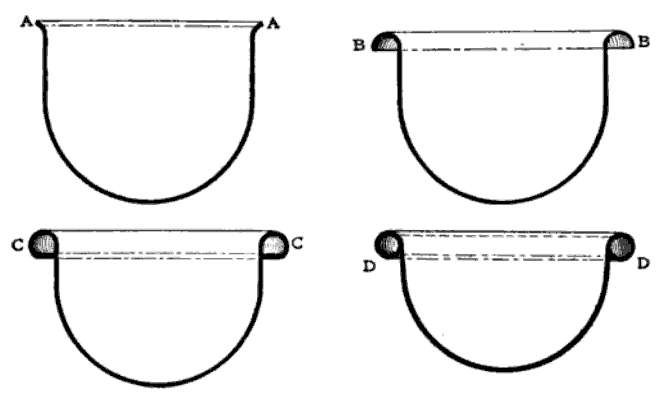
The four steps to create a full curl

حلقه‌زنی (به انگلیسی: curling) یک فرایند شکل‌دهی ورق فلزی است که برای تبدیل لبه‌ها به یک حلقه توخالی استفاده می‌شود. حلقه‌زنی را می‌توان برای حذف لبه‌های تیز و افزایش ممان اینرسی نزدیک انتهای پیچ خورده انجام داد. سایر قسمت‌ها برای انجام عملکرد اصلی خود مانند لولاهای در پیچ می‌شوند.

## عملیات
در عملیات حلقه‌زنی، از جا دررفتن یا برآمدگی همیشه باید از قالب دور شود. این امر با جلوگیری از آسیب‌های غیرضروری ناشی از خراشیدگی به افزایش طول عمر قالب کمک می‌کند. ضربه باید به اندازه مورد نیاز حلقه باشد. حلقه‌زنی اغلب به‌عنوان بخشی از شکل‌دهی پیشرونده عملیات چندگانه و تولید بالا انجام می‌شود.

## ابزار
قالب حلقه‌دار برای حلقه زدن موادی با ضخامت خاص طراحی شده است. قالب‌ها عموماً از فولاد سخت شده ساخته شده اند، زیرا میزان سایش ناشی از این عملیات زیاد است. حفره‌های صاف و گرد آن‌ها اغلب روی هم قرار می‌گیرند و صیقل داده می‌شوند تا به یکنواخت شدن مواد کمک کنند.

## پارامتر‌های موثر در حلقه‌زنی
سه معیار مختلف برای هدف تجزیه و تحلیل کیفیت پیشنهاد شده است.  تاثیر پارامترها بر رفتار شکل دهی مورد مطالعه قرار گرفته است.  از بین تمام پارامترها، شعاع شیار قالب، شرایط اصطکاک، و طول تکیه گاه لوله در تعیین کیفیت اتصالات مهم هستند.  معیارهای پیشنهادی ساده هستند و می‌توان آنها را بدون اندازه‌گیری و محاسبات برای ارزیابی کیفیت اتصال در سطح مغازه پیاده‌سازی کرد. شبیه‌سازی اجزای محدود به دستیابی به موارد بهینه برای تشکیل موفقیت آمیز کمک می‌کند.  

## مثال‌هایی از حلقه‌زنی

### الف) رفتار پیچ‌شدگی استاتیکی وارونه داخل و خارج لوله‌های فلزی
رفتار پیچ‌خوردگی وارونگی شبه استاتیک درون به بیرون لوله‌ها، با استفاده از تکنیک روش انرژی بر اساس شرایط بحرانی برای طراحی دقیق‌تر مورد تجزیه و تحلیل قرار گرفت. اولین قسمتی که شعاع خمش بحرانی ρ را به عنوان یک معیار پیچش دار برای تمایز بین پیچش و شعله ور شدن در قالب مخروطی استخراج کرد که در آن نماهای سخت شدن کرنش n و زاویه نیم راس قالب α از نظر تئوری اثرات بسیار مشخصی بر روی کامپیوتر دارند.  با این حال , ضریب اصطکاک μ وابستگی به بزرگی n نیست . در نتیجه، همبستگی بسیار رضایت‌بخش‌تری بین پیش‌بینی و آزمایش به دست می‌آید و مطالعه کیتازاوا یک مورد خاص از این کار است. بخش دوم به صورت نظری یافتن دامنه پیچش نیم دایره ای (<) و بار فشرده سازی P وارونگی در وارونگی لوله با قالب یک چهارم دایره است.  به نظر می‌رسد که خواص مواد لوله‌های آلومینیومی مورد استفاده تأثیر کمی بر رفتار پیچش در وارونگی دارد.  اشاره شد که فاکتورها آشکارا بر موقعیت پیچش نیم دایره ای وارونگی تأثیر می‌گذارند اما بر اندازه دامنه آن تأثیر نمی گذارند.  از طرف دیگر n بر خلاف μ به‌طور قابل توجهی بر بار فشرده سازی تأثیر می‌گذارد.  توافق خوبی بین پیش‌بینی نظری و نتایج تجربی برای بار فشرده‌سازی به دست می‌آید، به جز در مورد شعاع قالب فیله تیز برای اثر خمشی که در پیش‌بینی نادیده گرفته می‌شود.

### ب) رفتار پیچ‌خوردگی لوله‌های فلزی دایره‌ای
رفتار شکاف محوری و پیچش لوله‌های فلزی ساندویچی دایره ای با هسته فوم فلزی به صورت تحلیلی و تجربی بررسی شده است. لوله‌های ساندویچ به صورت محوری شکافته می‌شوند و نوارها توسط ترک‌های پیش ساخته در انتهای دیستال نمونه‌ها به سمت بیرون خم می‌شوند.  آزمایش‌های فشرده‌سازی محوری لوله‌های فلزی ساندویچی مدور انجام شده و حالت‌های تغییر شکل پیدا می‌شود.  یک مدل نظری برای پیش‌بینی رفتار انشعاب محوری و پیچ‌شدن لوله‌های فلزی ساندویچی مدور شامل اثرات پارگی ترک‌ها، خمش پلاستیک، پیچ‌شدن، فشرده‌سازی فوم و اصطکاک ایجاد شده است.  نشان داده شده است که پیش‌بینی‌های تحلیلی نتایج تجربی را به‌طور منطقی دریافت می‌کنند. اثرات ضخامت لوله، استحکام کف، ضخامت فوم، تعداد ترک‌های پیش‌ساخته و نیم‌زاویه قالب در دستگاه‌های جذب انرژی با شکافتن محوری و پیچ‌شدن لوله‌های ساندویچی دایره‌ای از اهمیت حیاتی برخوردار است.

## جستار‌های وابسته
- نورد کاری
- ماشین پرس
- خم کاری
- ورق کاری

## بیشتر بخوانید
- کتابچه راهنمای طراحی قالب. ایوانا سوچی.
- پانچ و قالب: چیدمان، ساخت و استفاده. فرانک آرتور استنل